# ساكن الحرج المخطط
ساكن الحرج المخطط (الاسم العلمي: Bebearia oxione)، نوع من الفراشات التي تتبع جنس ساكن الحرج وفصيلة الحورائيات. توجد في سيراليون وليبيريا وساحل العاج وغانا، توغو ونيجيريا والكاميرون والغابون وجمهورية الكونغو وأنغولا وجمهورية أفريقيا الوسطى وجمهورية الكونغو الديمقراطيةوأوغندا. يألف الغابات.